# Nantheuil
Nantheuil település Franciaországban, Dordogne megyében. Lakosainak száma 984 fő (2022. január 1.). Nantheuil Saint-Paul-la-Roche, Corgnac-sur-l’Isle, Nanthiat, Sarrazac és Thiviers községekkel határos.

## Népesség
A település népességének változása:
| Lakosok száma | 826  | 921  | 932  | 1011 | 960  | 956  | 966  | 974  | 974  | 984  |
|               | 1968 | 1982 | 1990 | 2006 | 2013 | 2015 | 2017 | 2019 | 2020 | 2022 |